# Юрьев, Василий Ильич
Васи́лий Ильи́ч Ю́рьев (1955—2000) — начальник кинологической группы войсковой части 6748 Уральского регионального командования внутренних войск МВД России, старший прапорщик, участник второй чеченской войны, Герой Российской Федерации (2000, посмертно).

## Биография
Родился 7 мая 1955 года в Нижнем Тагиле, Свердловская область.
В 1972 году окончил неполную среднюю школу, после чего работал на радиаторном заводе. В мае 1973 года призван в армию, службу проходил в Киевском военном округе. После увольнения в запас работал на железной дороге, металлургическом комбинате, в Висимском биосферном заповеднике, в автоколонне № 9 города Нижний Тагил. В 1981 году окончил десять классов вечерней школы.
C сентября 1984 года — на службе во внутренних войсках МВД России. Первая должность — начальник автомастерской, с июля 1998 года — старший инструктор, начальник кинологической группы.

### Участие вовторой чеченской войне
Был командирован в Чечню. С 31 декабря 1999 года в составе группы специального назначения принимал участие в проведении разведывательных и специальных операций в Грозном, в посёлках Алхан-Юрт и Старая Сунжа.
5 февраля 2000 года группа, в состав которой входил Юрьев, попала под сильный огонь боевиков. Оценив обстановку, прапорщик в одиночку обошел с тыла и уничтожил  огневую точку врага. Тем самым было обеспечено дальнейшее продвижение отряда. Понеся большие потери, боевики подожгли дом, чтобы под прикрытием дыма скрытно покинуть место боя. В горевшем доме оставались дети. Услышав их крики о помощи, Василий Ильич, несмотря на риск, вошел в здание и спас находившихся там детей. Он не покинул боевые порядки подразделения и продолжал выполнять поставленную задачу, хотя и получил ожоги.
С 6 марта отряд был переброшен в район села Комсомольское Урус-Мартановского района (ныне село называется Гой-Чу), где расположился отряд полевого командира Руслана Гелаева. 8 марта продолжилась намеченная ранее операция по зачистке Комсомольского. При её осуществлении были тяжело ранены двое бойцов отряда. Противник плотным огнём препятствовал эвакуации раненых с поля боя. Василий Ильич, под прикрытием бронетранспортера, дважды попав под огонь противника, пробирался к товарищам и на себе перемещал их в безопасное место.
15 марта была поставлена задача продвигаться по центральной улице села Комсомольское вдоль оврага, где сосредоточились основные силы противника. Было также необходимо вынести с поля боя тела погибших незадолго до этого сослуживцев. Манёвренная группа, которой руководил Василий Юрьев, подъехала на БМП. Под прикрытием техники группа двинулись вперед, но через некоторое время федеральные силы встретили плотный огонь противника. Был подбит танк, который все же своим ходом смог отойти в тыл. Манёвренная группа оказалась в невыгодном положении и вынуждена была отойти на прежние позиции. Вновь подошедшие на помощь танки стали в упор уничтожать огневые точки противника. Василий Ильич вновь попытался вытащить с поля боя раненого солдата, и это ему удалось. Однако, в непосредственной близости от безопасного места Василий Ильич был убит снайпером.
Указом Президента Российской Федерации № 1474 от 8 августа 2000 года за мужество и героизм, проявленные при ликвидации незаконных вооруженных формирований в Северо-Кавказском регионе старшему прапорщику Юрьеву Василию Ильичу было присвоено звание Героя Российской Федерации (посмертно).
Похоронен на территории Мемориального комплекса Центрального кладбища Нижнего Тагила.

## Награды
- Герой Российской Федерации (8 августа 2000 года), медаль № 688.
- Медаль «За отвагу» (январь 2000 года)

## Память
- Его именем названа улица в Нижнем Тагиле[2].
- Приказом МВД России № 428 от 14 мая 2002 года навечно зачислен в списки личного состава войсковой части 6748 Уральского регионального командования внутренних войск МВД России[3][4].